# Salustios (Neuplatoniker)

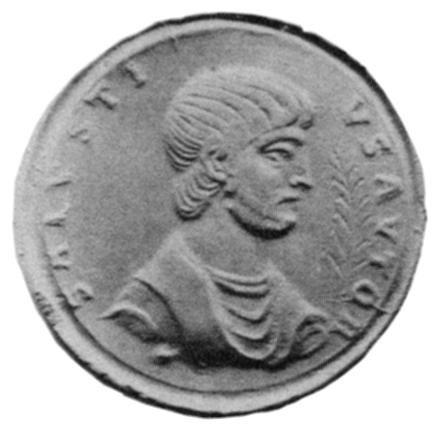
Salustios auf einem Kontorniaten (Medaillon) des späten 4. oder frühen 5. Jahrhunderts

Salustios (altgriechisch Σαλούστιος, lateinisch Sal(l)ustius) war ein spätantiker Philosoph der neuplatonischen Richtung. Seine schriftstellerische Tätigkeit fällt in die sechziger Jahre des 4. Jahrhunderts. Er befasste sich vor allem mit metaphysischen Themen und mit der Mythendeutung.

## Identität
Der Philosoph und Schriftsteller Salustios ist nur als Verfasser der Schrift Über die Götter und die Welt bekannt. Seine Identifizierung mit anderweitig bekannten, in der Reichsverwaltung tätigen Personen wird in der modernen Forschung seit dem 19. Jahrhundert diskutiert. Dabei sind die hohen Beamten Flavius Sallustius und Saturninius Secundus Salutius in Betracht gezogen worden. Beide spielten unter Kaiser Julian (360–363) eine wichtige Rolle.
Flavius Sallustius wurde 361 von Julian zum Prätorianerpräfekten von Gallien (praefectus praetorio Galliarum) ernannt und bekleidete 363 das ordentliche Konsulat zusammen mit dem Kaiser. Er riet Julian von dem Feldzug gegen das persische Sasanidenreich ab, auf dem der Kaiser 363 ums Leben kam. Damals stand Sallustius bereits in hohem Alter.
Saturninius Secundus Salutius – oft nur Secundus genannt – stammte aus Gallien. Er wurde von Kaiser Constantius II. zum Berater Julians bestimmt, als dieser noch im Rang eines Caesars für Gallien zuständig war. 359 berief ihn Constantius aber von diesem Posten ab und holte ihn nach Konstantinopel, denn dem misstrauischen Kaiser missfiel die Vertrautheit zwischen dem militärisch erfolgreichen Caesar und dessen Berater. Julian war über die Trennung von seinem Berater, mit dem er Freundschaft geschlossen hatte, sehr betrübt. Nachdem Julian 361 in Konstantinopel als Nachfolger des Constantius die Macht übernommen hatte, ernannte er Secundus Salutius zum Prätorianerpräfekten für den Osten (praefectus praetorio Orientis). Der neue Präfekt blieb in der Umgebung des Kaisers; er war maßgeblich an der Vorbereitung von Julians Perserkrieg beteiligt und nahm an dem Feldzug teil, wobei er in Lebensgefahr geriet. Nach Julians Tod, bei dem er anwesend war, zogen ihn die maßgeblichen Offiziere als Nachfolger in Betracht, doch lehnte er die Kaiserwürde mit dem Hinweis auf sein hohes Alter und seine schlechte Gesundheit ab. Das Amt des Prätorianerpräfekten behielt er jedoch unter den folgenden Kaisern bei.
Gegen die Gleichsetzung des Schriftstellers mit Secundus Salutius scheint der Unterschied im Namen zu sprechen; der zeitgenössische Geschichtsschreiber Ammianus Marcellinus unterscheidet stets klar zwischen Salutius und Sallustius. In den griechischen Quellen werden jedoch beide Prätorianerpräfekten Saloustios genannt, und diese Namensform ist auch für den Schriftsteller überliefert. Daher steht einer Identifizierung des Schriftstellers mit Salutius grundsätzlich nichts im Wege, doch bleibt sie hypothetisch. Zur Begründung der Hypothese wird angeführt, dass der Schriftsteller ein Anhänger der paganen Religion war und die philosophischen und religiösen Interessen und Neigungen Kaiser Julians teilte, was auch auf Salutius zutrifft. Julian wollte das Christentum, das von seinen christlichen Vorgängern stark begünstigt worden war, zurückdrängen und die alte pagane Religion erneuern und wieder zur Staatsreligion machen. Salutius zählte zu den paganen Gelehrten, die Julian schätzte und in seiner Umgebung hielt. Daher liegt es nahe anzunehmen, dass der vorzüglich gebildete Prätorianerpräfekt die religiöse Weltanschauung, die er mit Julian teilte, für ein breiteres gebildetes Publikum in einer Abhandlung erläutert hat. Diese Hypothese wird von den meisten Altertumswissenschaftlern für plausibel gehalten; sie ist wesentlich besser begründet als die Annahme, dass Flavius Sallustius der Autor ist, denn für eine philosophische Betätigung des Flavius Sallustius gibt es keinen Beleg.

## Werk
Der Autor der griechischen Abhandlung Über die Götter und die Welt (Peri theōn kai kósmou) will eine allgemeinverständliche Darstellung der paganen Religion bieten. Daher wird in der Forschung oft angenommen, dass er beabsichtigte, für die an Julians Hof propagierte Weltanschauung zu werben und die religiösen Bestrebungen des Herrschers literarisch zu unterstützen. Demnach ist die Schrift zur Zeit der Alleinherrschaft Julians entstanden, also 362 oder in der ersten Hälfte des Jahres 363. Anderer Ansicht sind jedoch Franz Cumont und ihm folgende Forscher. Sie meinen, dem Schluss des vierten Kapitels, wo von den Seelen verstorbener Mythographen die Rede ist, sei zu entnehmen, dass Julian zum Zeitpunkt der Abfassung bereits tot war, was zu einer Datierung nach dem Sommer 363 führt. Gegen diese Argumentation hat Karl Praechter gewichtige Einwände erhoben.
Der Titel ist nicht handschriftlich überliefert; er wurde erst im 17. Jahrhundert eingeführt und wird seither allgemein verwendet. Wie der Verfasser selbst sein Werk nannte, ist unbekannt.
Das Werk stellt den Platonismus und dessen Bildungskonzept aus spätantiker neuplatonischer Sicht zusammenfassend dar. Die Kapitel 1–12 enthalten eine für Anfänger geeignete Einführung in die Grundlagen des Neuplatonismus, die restlichen Kapitel (13–21) sollen zu einem vertieften Verständnis führen und Einzelfragen klären. Anregungen erhielt Salustios von einer Rede Julians und vom Gedankengut des berühmten Neuplatonikers Iamblichos.
Zu Beginn erklärt Salustios, welche Eigenschaften jemand, der Kenntnis über die Götter erlangen will, aufweisen müsse und von welchen Grundannahmen in der Götterlehre auszugehen sei. Anschließend beantwortet er im dritten Kapitel die Frage, warum Dichter und Philosophen das Wissen über die Götter in mythisch verhüllter Form darbieten und auch die Götter selbst sich in ihren Orakeln so ausdrücken. Dies sei der Fall, weil diese Ausdrucksweise dem Thema angemessen sei; ein Mythos sei auf verschiedenen Verständnisebenen deutbar, und so könne jeder so tief in die Wahrheit eindringen, wie es sein Auffassungsvermögen gestatte. Im vierten Kapitel klassifiziert er die Mythen. In den Kapiteln 5–12 behandelt er die erste Ursache, die Einteilung der Götter in Gruppen, das Wesen des Kosmos, die Seelenlehre, die Vorsehung und das Schicksal, Tugend und Laster, die Staatsformen und den Ursprung des Übels. Zu den anschließend erörterten Themen des zweiten, für fortgeschrittenere Leser bestimmten Teils gehören das Verhältnis der Götter zum Kosmos und zu den Menschen, die Unzerstörbarkeit des Kosmos, der „Atheismus“ (gemeint ist das Christentum) und die Seelenwanderung.

## Lehre

### Götterlehre
In der Götterlehre stellt Salustios eine hierarchische Ordnung zwischen den verschiedenen Arten von Göttern auf. Das Unterscheidungsmerkmal sind ihre unterschiedlichen Funktionen bei der Erschaffung, Gestaltung und Bewahrung verschiedener Dinge. Das „Erschaffen“ ist nicht im Sinne einer Schöpfung aus dem Nichts oder Erzeugung zu einem bestimmten Zeitpunkt gemeint, sondern im Sinne einer zeitunabhängigen Ursächlichkeit. Salustios hält das physische Universum ebenso wie die geistige Welt für unentstanden und unzerstörbar. Die Götter teilt er in zwei Hauptarten auf: die überkosmischen (hyperkósmioi) und die innerkosmischen (enkósmioi).
Die überkosmischen Götter sind in drei Rangklassen gegliedert. Der ersten Klasse gehören diejenigen an, welche die Wesenheiten oder Substanzen (ousíai) der (übrigen) Götter hervorbringen. Den zweiten Rang nehmen die Götter ein, welche den Intellekt (Nous) erschaffen. Zur dritten Rangklasse zählen die Götter, die für die Erschaffung der Seelen zuständig sind.
Die innerkosmischen Götter sind die Schöpfer der sinnlich wahrnehmbaren Welt, in der die Menschen leben. Bei ihnen unterscheidet Salustios vier Arten. Jede Art umfasst drei Götter und hat eine besondere Aufgabe mit den drei Aspekten Anfang, Mitte und Ende, für die jeweils einer der drei Götter zuständig ist. Daraus ergibt sich, dass die Anzahl der innerkosmischen Götter zwölf beträgt. Dies entspricht der traditionellen, auch von Platon vertretenen Lehre von den zwölf „großen“ Göttern, wobei allerdings die in den Quellen überlieferten Listen teils verschiedene Namen nennen. Die erste Art bilden bei Salustios die drei Götter, welche die Existenz des Kosmos bewirken: Zeus, Poseidon und Hephaistos. Die Götter der zweiten Art, Demeter, Hera und Artemis, beseelen das Universum und verleihen ihm damit Leben. Zur dritten Art zählen diejenigen, welche für die harmonische Ordnung unter den verschiedenartigen Bestandteilen des Kosmos sorgen: Apollon, Aphrodite und Hermes. Die vierte Art besteht aus den Göttern, die den Kosmos bewachen und beschützen und seinen Fortbestand gewährleisten: Hestia, Athene und Ares.
Die Zuordnung der Götter zu ihren Zuständigkeitsbereichen macht teilweise einen willkürlichen Eindruck. Salustios begründet seine Zuweisungen mit Eigenheiten der Götter, die auf deren Statuen kenntlich gemacht seien. Als Beispiel nennt er die Lyra, ein Attribut Apollons. Indem Apollon die Lyra stimmt, weist er auf seine Rolle bei der Gestaltung der harmonischen Weltordnung hin. Das Musikinstrument steht für musikalische Harmonie und symbolisiert so den kosmischen Einklang. Athenes Bewaffnung deutet ihre Aufgabe an, den Kosmos zu bewahren.
Die Götter, die nicht zur Zwölferordnung gehören, hält der Philosoph für bloße Erscheinungsformen der zwölf Götter seines Systems; er bestreitet ihre eigenständige Existenz. So macht er aus Dionysos eine Erscheinungsweise des Zeus und aus Asklepios eine Erscheinungsweise von dessen Vater Apollon.
Nachdrücklich wendet sich Salustios gegen die Meinung, die Götter seien Gemütsbewegungen wie Vergnügen oder Zorn unterworfen oder könnten durch das Verhalten der Menschen beeinflusst werden. Solche Wandelbarkeit sei ihrer unwürdig. Vielmehr verharrten sie ewig in vollkommener Güte; nie könnten sie jemand schaden. Die Behauptung, Gott wende sich von Übeltätern ab, vergleicht Salustios mit der Vorstellung, dass die Sonne sich vor denen verberge, die das Augenlicht verloren haben. Damit kritisiert der Philosoph – ohne sie zu nennen – die Christen, die an einen zürnenden Gott glauben und ihn zu besänftigen versuchen. Für ein schweres Vergehen hält er die in der römischen Kaiserzeit übliche Vergöttlichung von Herrschern.

### Ethik
In seiner Erörterung der Theodizee stellt Salustios fest, dass die Götter gut seien und daher keinesfalls als Urheber eines Übels in Betracht kämen. Auch Instanzen wie der Intellekt (Nous), die Seele oder Dämonen könnten nicht für etwas Schlechtes verantwortlich sein; da sie ihre Macht den Göttern verdankten und nichts einen außergöttlichen Ursprung habe, sei es ausgeschlossen, dass etwas Übles in ihnen sei oder von ihnen ausgehe. Aus diesem Grund sei es auch unmöglich, dass die Körper an sich schlecht sind. Ebenfalls auszuschließen seien die Hypothesen, dass der gute Wille der Götter mit Machtlosigkeit verbunden ist oder dass sie zwar über Macht, nicht aber über Willen verfügen; beides wäre mit ihrer Göttlichkeit unvereinbar. Salustios folgert, dass dem Übel somit keine wirkliche Existenz zukommen könne; es sei nur die Abwesenheit des Guten. Nichts in der Welt sei von Natur aus schlecht. Damit vertritt Salustios in dieser Frage die gängige Position der Neuplatoniker. Seine Auffassung unterscheidet sich von der des Kaisers Julian, der zwar den Göttern Güte unterstellt, aber an die Existenz böser Dämonen glaubt. Das Weltbild, das sich für Salustios aus dieser Überzeugung ergibt, ist gesamthaft optimistisch und von Vertrauen in die göttliche Vorsehung geprägt, während Julians Philosophie wesentlich pessimistischere Züge aufweist.
Salustios meint, die Güte stehe in der Rangordnung über dem Sein. Dies könne man daraus ersehen, dass es Werte gebe, für die tugendhafte Menschen ihr Leben opferten. Diese Werte seien somit wichtiger als das Dasein. Daher sei die erste Ursache, das Eine der Neuplatoniker, nicht als das Sein (Ousia), sondern als das schlechthin Gute zu bestimmen. Die Ursache der Existenz der Dinge sei ihre Güte. Somit ist die Güte für Salustios das oberste und zugleich allgemeinste Prinzip.

### Mythologie
In der Mythologie unterscheidet Salustios zwischen theologischen, physischen, psychischen, materiellen und gemischten Mythen bzw. Mythendeutungen. Theologische Mythendeutung befasst sich nur mit dem rein geistigen Wesen der Götter und nimmt auf nichts Körperliches Bezug. Physische Mythendeutung hat das auf den Kosmos gerichtete Handeln der Götter zum Gegenstand. Psychische Mythendeutung thematisiert seelische Vorgänge. Als „materiell“ bezeichnet Salustios insbesondere das Mythenverständnis der Ägypter, bei dem materielle Gegebenheiten wie Erde und Wasser, Feuchtigkeit und Hitze, Früchte und Wein nicht nur mit den Göttern in Verbindung gebracht, sondern selbst als Gottheiten betrachtet würden. Diese Auffassung hält Salustios für absurd, ihre Entstehung führt er auf einen Mangel an Bildung bei den Ägyptern zurück. Gemischte Mythen bzw. Mythendeutungen enthalten Elemente von mehr als einer der vier anderen Arten.
Als Beispiel für einen gemischten Mythos nennt Salustios die Erzählung vom Urteil des Paris. Paris spricht den für „die Schönste“ bestimmten goldenen Apfel der Göttin Aphrodite zu und entscheidet sich damit gegen deren Konkurrentinnen Hera und Athene. Nach der Deutung des Salustios steht der Apfel für den Kosmos, die Gestalt des Paris für die Seele, die zwischen verschiedenartigen Gütern wählt; zur Auswahl stehen erotische Schönheit (Aphrodite), Macht (Hera) und Weisheit (Athene). Die drei Göttinnen verleihen dem Universum einträchtig ihre unterschiedlichen Gaben; nur scheinbar, aus der Sicht des unverständigen Menschen, streiten sie um den Apfel. Paris als die Seele, die den Wert der verschiedenen Gaben nicht erkennt, sondern nur am Sinnlichen interessiert ist, vermag nur die (körperliche) Schönheit wahrzunehmen. Daher gibt er Aphrodite und der erotischen Verheißung den Vorzug. Sein Irrtum liegt in der Einseitigkeit, mit der er die anderen Gaben missachtet. Auf der Sinnesebene scheint ein Gegensatz zwischen Schönheit, Weisheit und Macht zu bestehen und damit die Notwendigkeit einer Wahl. Auf der Ebene der geistigen (intelligiblen) Wirklichkeit jedoch herrscht Harmonie zwischen den drei Göttinnen und ihre Gaben ergänzen einander.
Im Sinne seines Mythenverständnisses stellt Salustios fest, auch das Universum könne als ein Mythos aufgefasst werden, denn es sei wie die Mythen aus einer äußerlichen, sinnlich wahrnehmbaren und einer verborgenen, intelligiblen Realität zusammengesetzt.
Auffällig ist Salustios’ Geringschätzung der mythischen Überlieferung und Kultpraxis der Ägypter. Sie kontrastiert mit der Auffassung Julians, der die ägyptische Religion schätzte, und mit der synkretistischen Tendenz der gewöhnlich für orientalische Einflüsse offenen paganen Religiosität der Spätantike.

### Seelenlehre
In der unter den Neuplatonikern strittigen Frage, ob vernunftbegabte Seelen im Verlauf der Seelenwanderung auch tierische Inkarnationen durchmachen, nimmt Salustios eine vermittelnde Position ein. Er nimmt zwar an, dass dies der Fall sei, meint aber, die Vernunftseele betrete dann den Tierkörper nicht, sondern lenke ihn nur von außen.
Salustios argumentiert, da der Kosmos endlich sei, könne er nichts Unendliches enthalten. Daher sei auch die Menge der Seelen, die sich in ihm aufhalten, endlich. Da Seelen weder entstehen noch vergehen (anderenfalls wären sie unvollkommen), müsse ihre Zahl konstant sein. Die ständige Entstehung neuer beseelter Körper sei somit nur mit der Seelenwanderung zu erklären. Angeborene körperliche Defekte erklärt Salustios als Folgen des Verhaltens der Seele in früheren Inkarnationen.

## Rezeption
Jean-Luc Desnier hat auf Kontorniaten (Medaillons) eines bärtigen Mannes mit der lateinischen Inschrift Salustius autor hingewiesen, die anscheinend nicht den berühmten Geschichtsschreiber Sallust zeigen, sondern einen spätantiken Schriftsteller, bei dem es sich wohl nur um Salustios handeln kann. Sie sind im späten 4. oder frühen 5. Jahrhundert geprägt worden und gehören zu den damals in der Bildungselite geschätzten Kontorniaten, auf denen berühmte Persönlichkeiten aus der griechischen und römischen Kulturgeschichte abgebildet sind. Die Prägungen wurden wohl im Milieu traditionsbewusster paganer Senatoren initiiert.
Es sind nur drei Handschriften der Abhandlung Über die Götter und die Welt erhalten geblieben; die älteste stammt aus dem späten 13. Jahrhundert, die beiden anderen sind erst in der zweiten Hälfte des 16. Jahrhunderts angefertigte Abschriften. Die Erstausgabe erschien 1638 in Rom. Der Herausgeber war Gabriel Naudé; der aus Griechenland stammende Gelehrte Leone Allacci (lateinisch Leo Allatius) fügte eine lateinische Übersetzung und Lukas Holste einen Kommentar bei. Damals erhielt das Werk seinen heute noch gebräuchlichen Titel. Naudé hielt den Autor für einen Stoiker.

## Ausgaben und Übersetzungen
- Die pagane Theologie des Philosophen Salustios (= SAPERE. Band 41). Herausgegeben von Detlef Melsbach. Eingeleitet, übersetzt und mit interpretierenden Essays versehen von Nicole Belayche, Robbert M. van den Berg, Adrien Lecerf, Detlef Melsbach und Jan Opsomer. Tübingen 2022, ISBN 978-3-16-157667-6.
- Riccardo Di Giuseppe (Hrsg.): Salustio: Sugli dèi e il mondo. Adelphi, Milano 2000, ISBN 88-459-1519-0 (unkritische Ausgabe mit italienischer Übersetzung).
- Gilbert Murray: Five Stages of Greek Religion. 2. Auflage, Columbia University Press, New York 1925; Nachdruck: Greenwood Press, Westport (Connecticut) 1976, ISBN 0-8371-9080-0, S. 239–267 (englische Übersetzung; online).
- Arthur Darby Nock (Hrsg.): Sallustius: Concerning the Gods and the Universe. Cambridge University Press, Cambridge 1926 (kritische Ausgabe mit englischer Übersetzung und Kommentar).
- Gabriel Rochefort (Hrsg.): Saloustios: Des dieux et du monde. 2. Auflage, Les Belles Lettres, Paris 1983, ISBN 2-251-00304-5 (kritische Ausgabe mit französischer Übersetzung).